# Les Fantômes du passé (film, 1996)
Ne doit pas être confondu avec Les Fantômes du passé (film, 2017).
Pour plus de détails, voir Fiche technique et Distribution.
Les Fantômes du passé ou Fantômes du Mississippi au Québec (titre original : Ghosts of Mississippi) est un film de procès américain réalisé par Rob Reiner, sorti en 1996.

## Synopsis
Le 12 juin 1963, Medgar Evers, leader activiste noir, est assassiné devant chez lui par un membre du Ku Klux Klan, Byron De La Beckwith. Jugé à deux reprises par des jurys blancs, ce dernier est acquitté. Vingt-cinq ans plus tard, la veuve de la victime, Myrlie Evers, lutte toujours pour que justice soit faite et demande la réouverture du dossier. L'assistant du procureur, Bobby DeLaughter, s'engage à ses côtés et reprend l'enquête malgré le racisme ambiant.

## Fiche technique
- Titre original : Ghosts of Mississippi
- Titre français : Les Fantômes du passé
- Titre québécois : Fantômes du Mississippi
- Réalisation : Rob Reiner
- Scénario : Lewis Colick
- Musique : Marc Shaiman
- Décors : Lilly Kilvert (en)
- Costumes : Gloria Gresham
- Photographie : John Seale
- Montage : Robert Leighton
- Producteurs : Frank Capra III, Charles Newirth, Nicholas Paleologos, Rob Reiner, Andrew Scheinman, Jeffrey Stott et Frederick Zollo
- Sociétés de production : Castle Rock Entertainment et Columbia Pictures
- Budget : 36 millions de dollars (27,3 millions d'euros)
- Pays de production :  États-Unis
- Format : couleur - 1,85:1 - SDDS - 35 mm
- Genre : Drame
- Durée : 130 minutes
- Dates de sortie :
  - États-Unis : 20 décembre 1996
  - Belgique : 5 mars 1997
  - Suisse romande : 14 mars 1997
  - France : 7 mars 1997, 7 décembre 2006 (en DVD).

## Distribution
- Alec Baldwin (VF : Bernard Lanneau) : Bobby DeLaughter (en)
- James Woods (VF : Jean-Pierre Leroux) : Byron De La Beckwith
- Virginia Madsen (VF : Catherine Hamilty) : Dixie DeLaughter
- Whoopi Goldberg (VF : Maïk Darah) : Myrlie Evers
- Susanna Thompson (VF : Michèle Buzynski) : Peggy Lloyd
- Craig T. Nelson (VF : Hervé Bellon) : Ed Peters
- Lucas Black : Burt DeLaughter
- Joseph Tello : Drew DeLaughter
- Alexa Vega (VF : Kelly Marot) : Claire DeLaughter
- William H. Macy (VF : Daniel Lafourcade) : Charlie Crisco
- Lloyd 'Benny' Bennett (VF : Sylvain Lemarié) : lui-même
- Darrell Evers (VF : Mathias Kozlowski) : lui-même
- Yolanda King (VF : Annie Milon) : Reena Evers
- Jerry Levine (VF : Christian Bénard) : Jerry Mitchell
- James Van Evers : lui-même
- Michael O'Keefe (VF : Pierre Tessier) : Merrida Coxwell
- Bill Smitrovich (VF : Gilbert Lévy) : Jim Kitchens
- Terry O'Quinn (VF : Frédéric Cerdal) : le juge Hilburn
- Rex Linn (VF : Mathieu Buscatto) : Martin Scott
- James Pickens Jr. (VF : Thierry Desroses) : Medgar Evers
- Richard Riehle : Tommy Mayfield
- Jim Harley (VF : Jean-Claude Sachot) : Delamar Dennis
- Bonnie Bartlett (VF : Annie Bertin) : Billie DeLaughter
- Brock Peters (VF : Benoît Allemane) : Walter Williams
- Wayne Rogers (VF : Gilles Guillot) : Morris Dees
- William Howard (VF : Pierre Baton) : Fred Sanders
- Diane Ladd (VF : Nicole Favart) : Caroline Moore
- Andy Romano (VF : Yves Barsacq) : Hardy Lott
- Bill Cobbs (VF : Benoît Allemane) : Charles Evers
- Jerry Hardin (VF : Georges Berthomieu) : Barney DeLaughter
- Ramon Bieri (VF : Olivier Proust) : James Holley
- Jim Stallings (VF : Raoul Delfosse) : Hollis Cresswell
- Rance Howard (VF : Raoul Delfosse) : Ralph Hargrove
- Frank Hoyt Taylor (VF : Christian Peythieu) : Dan Prince
- Sarah Hunley (VF : Anne Ludovik) : Peggy Morgan
- Margo Martindale (VF : Sophie Lepanse) : Clara Mayfield
- John F. Kennedy (VF : Bertrand Arnaud) : lui-même (images d'archives, non crédité)

Source et légende : Version française (VF) sur RS Doublage et le carton du doublage français sur le DVD zone 2 + Nouveau Forum Doublage Francophone.

## Autour du film
- Le tournage s'est déroulé à Jackson et Natchez, dans le Mississippi[réf. souhaitée].
- L'histoire de Medgar Evers avait déjà été portée à l'écran en 1983 avec For Us the Living: The Medgar Evers Story (en).
- Darrell et James Van Evers, les deux fils de Medgar Evers, apparaissent dans le film dans leur propre rôle.
- Le rôle de la fille de Medgar Evers est interprété par Yolanda King, la fille du militant afro-américain pour les droits civiques Martin Luther King.
- Lors d'une scène, la série télévisée The Partridge Family (1970) est diffusée à la télévision. Dans cet épisode intitulé A Man Called Snake, le personnage de Snake était interprété par Rob Reiner.

## Bande originale
- La bande originale du film, avec une partition de Marc Shaiman, présente deux versions de la composition de Billy Taylor I Wish I Knew How It Would Feel to Be Free (en) - une interprétée par Dionne Farris (en) et l'autre par Nina Simone
- Il cimento dell'armonia e dell'inventione, composé par Antonio Vivaldi
- Screamin, interprété par Tony Hallinan
- Turn Me Loose, interprété par Vince Gill
- I Will Live My Life For You, interprété par Tony Bennett
- The Ballad Of Medgar Evers, interprété par Matthew Jones
- Mannish Boy, interprété par Muddy Waters
- Walkin' Blues, interprété par Robert Johnson
- The Thrill Is Gone, interprété par B.B. King

## Récompenses et distinctions
- 1997 : Nominations à l'Oscar du meilleur acteur dans un second rôle pour James Woods et à l'Oscar du meilleur maquillage pour Matthew W. Mungle et Deborah La Mia Denaver.
- 1997 : Nomination au Golden Globe du meilleur acteur dans un second rôle pour James Woods.
- 1997 : Nomination à l'Image Award de la meilleure actrice pour Whoopi Goldberg.
- 1997 : Prix des droits civiques par la Political Film Society.